# Égliseneuve-près-Billom
Égliseneuve-près-Billom település Franciaországban, Puy-de-Dôme megyében. Lakosainak száma 894 fő (2022. január 1.). Égliseneuve-près-Billom Billom, Bongheat, Fayet-le-Château, Glaine-Montaigut, Mauzun és Montmorin községekkel határos.

## Népesség
A település népességének változása:
| Lakosok száma | 820  | 808  | 870  | 799  | 806  | 808  | 808  | 851  | 894  |
|               | 2013 | 2015 | 2016 | 2017 | 2018 | 2019 | 2020 | 2021 | 2022 |